# Gare de Guillaucourt
Gare de Guillaucourt vasútállomás Franciaországban, Guillaucourt településen.

## Vasútvonalak
Az állomást az alábbi vasútvonalak érintik:
- Amiens-Laon-vasútvonal

## Kapcsolódó állomások
A vasútállomáshoz az alábbi állomások vannak a legközelebb: